# CCL8
CCL8, hemokine (C-C motiv) ligand 8, je mali citokin iz CC hemokin familije koji se nekad zvao monocit hemotaksni protein-2 (MCP-2). CCL8 protein nastaje iz prekurzora koji sadrži 109 aminokiselina, koji se preseca da bi nastao CCL8 sa 75 aminokiseline. Gen za CCL8 је kodiran sa 3 eksona i lociran je unutar velikog klastera CC hemokina na hromozomu 17 q11.2 kod ljudi. MCP-2 je hemoatraktant i activira mnoge vrste imunskih ćelija, uključujući mast ćelije, eozinofile i bazofile, (koji su implicirani u alergijske response), i monocite, T ćelije, i  ćelije koje učestvuju u inflamatorni respons. CCL8 dejstvuje putem vezivanja za nekoliko različitih hemokin receptora na ćelijskoj površini. U toj grupi receptora su ,  i .